# Улица Августа Деглава
Улица А́вгуста Де́глава (латыш. Augusta Deglava iela) — магистральная улица в восточной части города Риги. На всём своём протяжении служит границей между прилегающими районами: по нечётной стороне это — Гризинькалнс, Пурвциемс и Дрейлини, по чётной — Авоты, Дарзциемс, Плявниеки.
Начинается у церкви Святого Павла, от перекрёстка с улицами Авоту, Лиенес и Яня Асара. Пролегает в восточном направлении, пересекая железнодорожную линию Рига — Земитаны (мост Августа Деглава) и дальше, вплоть до границы города (улица Лубанас), где переходит в автодорогу P4 на Эргли.
Общая длина улицы составляет 5976 метров. На всём протяжении по улице курсирует несколько маршрутов троллейбусов, автобусов и микроавтобусов.

## История

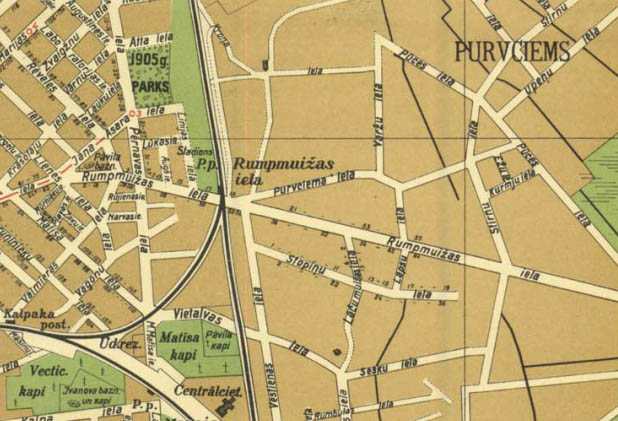
Улица Румпмуйжас и одноимённый железнодорожный пост на карте 1933 г.

Улица впервые показана на плане 1876 года в проектируемой части города с названием Моордорфская улица (нем. Moordorfer Strasse). Однако на плане 1885 года она носит иное название — Румпенгофская улица (латыш. Rumpmuižas iela, нем. Rumpenhofsche Strasse), поскольку переходила в дорогу, ведущую в поместье Румпенгоф (латыш. Rumpju muiža), которое находилось в современном районе Дрейлини. В 1897 году застройка вдоль Румпенгофской дороги перешагнула через железнодорожную линию, а к 1924 году улица Румпмуйжас достигла тогдашней городской черты (улица Дзилнас, нынешняя улица Андрея Сахарова).
В 1937 году улица была переименована в честь латышского писателя Августа Деглавса, жившего в доме № 24 на этой улице с 1912 по 1922 год (установлена мемориальная доска).

## Примечательные здания
- Дом № 1 — церковь Святого Павла, памятник архитектуры государственного значения.
- Дом № 3 — здание школы, построенное в 1908–1909 годах как начальная школа для бедных (архитектор Рейнгольд Шмелинг), является памятником архитектуры местного значения[4].

## Прилегающие улицы
Улица Августа Деглава пересекается со следующими улицами:
- Улица Авоту
- Улица Лиенес
- Улица Яня Асара
- Улица Таллинас
- Улица Валмиерас
- Улица Пернавас
- Аугшиела
- Улица Ницгалес
- Улица Лапсу
- Улица Айзвару
- Улица Стирну
- Улица Гунара Астрас
- Улица Дарзциема
- Улица Илукстес
- Улица Андрея Сахарова
- Улица Улброкас
- Улица Рембатес
- Улица Балтинавас
- Улица Рейнвалду
- Улица Эвалда Валтера
- Улица Кайвас
- Улица Лубанас